# Heterandria litoperas
Heterandria litoperas es un pez de la familia de los pecílidos en el orden de los ciprinodontiformes.

## Morfología
Los machos pueden alcanzar los 4,5 cm de longitud total y las hembras los 7 cm.

## Distribución geográfica
Se encuentran en Centroamérica: Guatemala.